# Étienne-Michel Bouret
Pour les articles homonymes, voir Bouret.
Ne doit pas être confondu avec Étienne de Bourret.
Étienne-Michel Bouret, dit « Le Grand Bouret », est un financier français, né à Mantes-la-Jolie le 19 janvier 1710, et mort à Paris le 10 avril 1777. Il a été immortalisé par Diderot dans Le Neveu de Rameau.

## Biographie
Étienne-Michel Bouret est le fils d'Étienne Bouret, bourgeois de Paris, Conseiller secrétaire du Roi (en 1728-1748) et de sa femme Marie-Anne Chopin de Montigny. Arrivé à Paris, selon la légende, avec vingt écus en poche (ce qui parait peu probable, vu la situation de son père), il entra, grâce à un cousin, au service d'un grand seigneur en qualité de secrétaire en second. Il s'enrichit comme agréé dans la perception des impôts sur les étapes et voitures de sel du royaume. En 1735, il épousa Marie-Thérèse Tellez d'Acosta, fille d'un négociant d'origine portugaise, entrepreneur des vivres et protégé du marquis de Breteuil, Secrétaire d'État de la Guerre. Lui-même bénéficia de la protection de Machault d'Arnouville.[réf. nécessaire]
Grâce à la protection du duc de Choiseul, Bouret devint trésorier général de la Maison du Roi en 1738, (Choiseul n'avait que 19 ans et aucune fonction ?) puis fermier général en 1741. Il devint en 1744 lieutenant général du gouvernement des villes et château de Corbeil. La même année, il participa à l'approvisionnement de la Provence, menacée de disette, et agit avec tant d'habileté qu'il désarma la spéculation et reçut à cette occasion une médaille de reconnaissance. En 1752, il fut nommé administrateur général des Postes. Il acquit en 1769 une charge de Secrétaire de la Chambre et du Cabinet du Roi, d'un prix exorbitant. Il accumula une fortune estimée à 42 millions de livres.[réf. nécessaire]

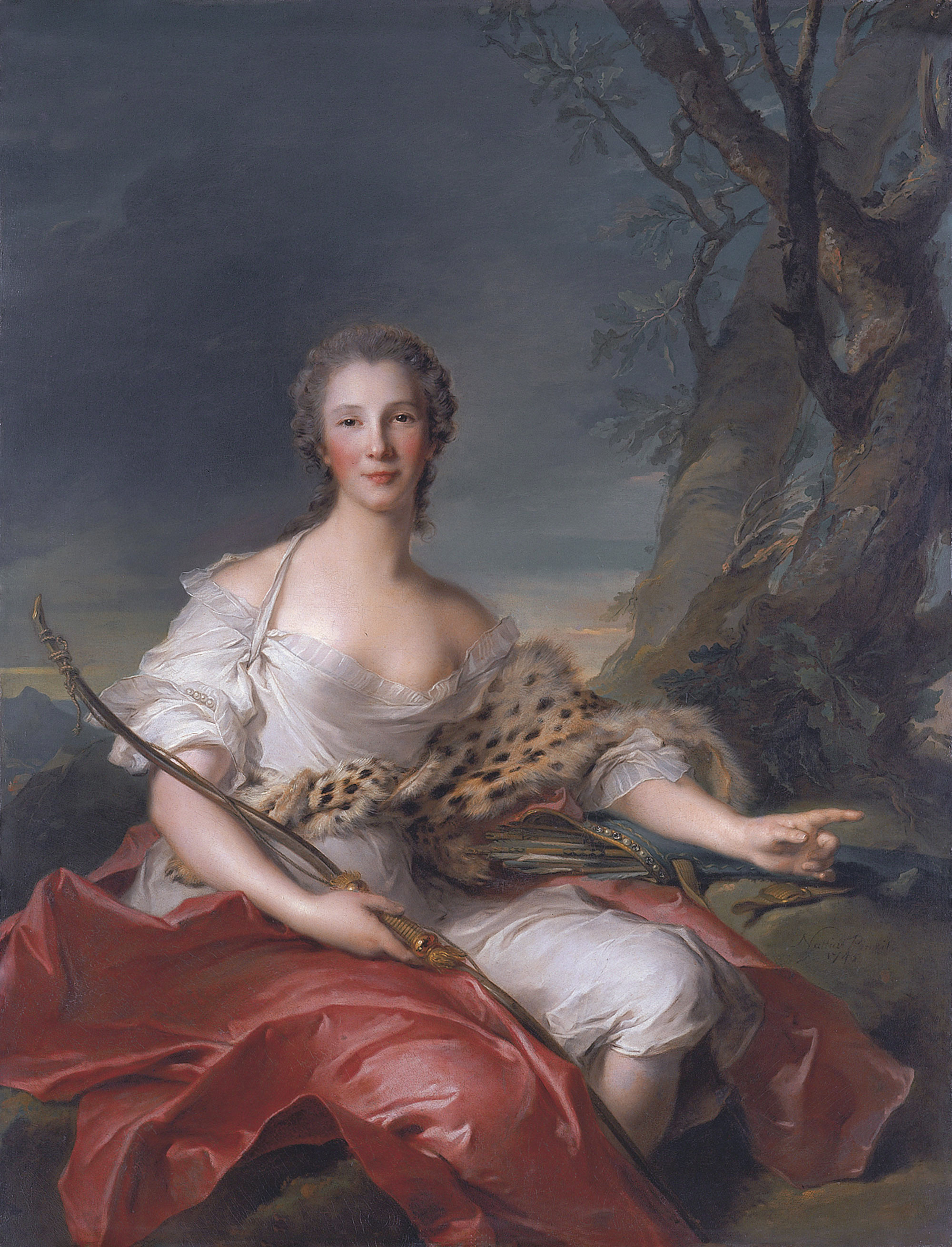
Portrait de Madame Bouret en Diane
1745 par Jean-Marc Nattier
Madrid, musée Thyssen-Bornemisza

En 1742, il fit l'acquisition auprès de Pâris de Montmartel du château de Croix-Fontaine, situé au bord de la Seine entre Nandy et Seine-Port, qu'il revendit en 1769. Il agrandit la propriété par des acquisitions successives dans les années 1740 et 1750. Sur un terrain contigu, au sommet d'un coteau dominant le fleuve, à l'extrémité sud de la forêt de Rougeau, il fit bâtir, sans doute à partir de 1755, par l'architecte Antoine-Mathieu Le Carpentier, un château inspiré de Marly, appelé le Pavillon royal depuis qu'il y reçut le Roi et la comtesse du Barry le 28 septembre 1769, à l'occasion d'une chasse en forêt de Sénart. Désormais, Bouret ne put refuser au Trésor royal un prêt considérable qui entama sa fortune.
Fermier général de 1743 à 1777, il habita rue de la Grange-Batelière à Paris, et contribua dans des proportions différentes comme ses deux frères et les soixante-deux autres fermiers généraux à l'édition éponyme des Fables de La Fontaine par Barbou en 1762.
En 1750, Bouret maria son troisième frère, François Bouret d'Érigny (Paris, 1713 - Paris, 27 mars 1775), à Madeleine Poisson de Malvoisin, cousine de Madame de Pompadour, ce qui lui assura la protection de Louis XV. Il introduisit Bouret d'Érigny à la ferme générale à la place d'Helvétius (de 1751 à sa mort), ainsi que leur second frère, Antoine-François Bouret de Valroche (Paris, 29 novembre 1711 - Paris, 15 juin 1776), qui fut d'abord receveur général des finances (à Riom) en attendant mieux, puis fermier général de 1757 à sa mort. Les trois frères furent donc fermiers ensemble pendant dix-huit ans.[réf. nécessaire]
Ayant la passion de la construction, le grand Bouret se ruina dans une opération de spéculation immobilière qu'il réalisa entre 1765 et 1773 rue du Faubourg-Saint-Honoré à Paris. Lourdement endetté, il se suicida à l'arsenic en 1777 dans son hôtel du no 43 rue du Faubourg-Saint-Honoré (ancien no 16) aujourd'hui démoli.[réf. nécessaire]
- Marie-Antoinette, qui épousa Philippe-Charles Le Gendre de Villemorien, fermier général, qui acquit Valençay, Luçay-le-Mâle, etc. ;
- Marie-Adélaïde-Victoire, qui épousa Charles Marin de La Haye, fermier général ;
- Antoinette-Thérèse, qui épousa Denis-Philibert Thiroux de Montsauge, fermier des postes.

Bouret fut le parrain (et peut-être le père) d'Adélaïde Marie Émilie Filleul (qui fut la maîtresse de Talleyrand) : car il fut l'amant de sa mère Madame Filleul, ancienne maîtresse du roi Louis XV. Il fut aussi le parrain de Félicité Ducrest de Saint-Aubin, future comtesse de Genlis, qui l'écrit dans ses Mémoires (la marraine étant sa tante, la jeune et belle comtesse de Bellevaux).[réf. nécessaire]
À la mort de Bouret, sa femme et ses filles renoncèrent à leur héritage en raison de l'importance du passif. Urbain Rouillé fut nommé curateur de la succession vacante. L'ensemble des biens furent vendus aux enchères. Le Pavillon Royal fut ainsi acquis le 18 septembre 1784 par le prince Frédéric III de Salm-Kyrburg.[réf. nécessaire]

## Armoiries
- Bouret portait « D'azur aux chevrons d'or accompagnés de trois canettes d'argent, posées deux en chef et une en pointe. »

### Sources
- Rita Hofereiter, « “C'est pour le roi” : Étienne-Michel Bouret, bâtisseur du Pavillon du Roi », in : Thomas W. Gaehtgens (dir.), L'art et les normes sociales au XVIIIe siècle, Paris, Éditions Maison des Sciences de l'Homme, publications du Centre allemand d'histoire de l'art, 2001  (ISBN 2-7351-0917-8),  (ISBN 978-2-7351-0917-3)
- [PDF] Étienne-Michel Bouret (1709-1777) sur le site www.chateau-bouret.com (consulté le 22 février 2009)